# Майбара

Майба́ра (яп. 米原市, まいばらし, МФА: [mai̯baɾa ɕi̥]?) — місто в Японії, в префектурі Сіґа. Розташоване в північно-східній частині префектури, на східному березі озера Біва.   Виникло на основі постоялих містечок на Середгірському та Північноземному шляхах. Отримало статус міста 2005 року. Площа становить 250,46 км². Станом на 1 серпня 2011 року населення складало 39 858  осіб, густота населення — 159 осіб/км².  Основою економіки є сільське господарство, рибальство, автомобілебудування, комерція.  В місті розташовані численні буддистські монастирі та синтоїстські святилища. 

## Географія
На території міста знаходиться гора Ібукі, яка 14 лютого 1927 року потрапила у книгу світових рекордів за найбільшою кількістю снігу, що скопичився на її вершині. З цієї гори ведуть свій початок річка Амано і ставок Місіма.

## Історія
Засноване 14 лютого 2005 року шляхом об'єднання містечок повіту Саката — Ібукі, Санто, Майхара.